# Postkolonijalni feminizam
Postkolonijalni feminizam je oblik feminističke filozofije koji kritizira zapadne oblike feminizma, prije svega radikalni feminizam i liberalni feminizam, odnosno njihovo nastojanje da se žensko iskustvo učini univrzalnim. Postkolonijalne feministice tvrde da su kulture suočene s posljedicama kolonijalizma bitno drukčije od zapadnih.  To se prije svega odnosi na kolonijalno izrabljivanje koje je nakon dekolonizacije dovelo do nekritičke glorifikacije pred-kolonijalne kulture, uključujući i oštru stratifikaciju društva po spolu, te samim time da društva odbijaju svaku pomisao da se suoče sa spolnom nejednakošću.
Postkolonijalne feministice, koje se vrlo često povezuju s postkolonijalističkim teorijama se također sukobljavaju sa zapadnim feminističkim stavovima prema kojima je spolna nejednakost glavni izvor patrijaharlnosti, ne uzimajući u obzir rasno, vjersko i etničko tlačenje koje s njima ide ruku pod ruku. Također se napadaju zapadni feministički stereotipovi prema kojima su žene u ne-zapadnim društvima "pasivne i tihe žrtve", dok su zapadne žene moderne, obrazovane i odgovorne za svoju sudbinu.
Postkolonijalne feministice se također protive tezi da se položaj žena u Trećem svijetu može gledati jedino kroz zapadne standarde. Kao primjer se navodi "društveni progres" kao kriterij kojim su se 1940-ih i 1950-ih tadašnje kolonije, a buduće nezavisne države promatrale u službenim izvještajima UN. On se, između ostalog, gledao kroz napuštanje tradicionalnih uloga žena u tim društvima, što postkolonijalne feministice smatraju nametanjim stranih kulturnih modela. Postkolonijalne feministice tvrde da su koncepti slobode, jednakosti i prava temeljenih na prosvjetiteljstvu primjenjivi jedino na Zapad i Europu, te ne predstavljaju univerzalni sistem vrijednosti.